# Grace (Lewis Capaldi)
Grace è un singolo del cantautore britannico Lewis Capaldi, pubblicato il 21 settembre 2018 come secondo estratto dal secondo EP Breach e come quarto estratto dal primo album in studio Divinely Uninspired to a Hellish Extent.

## Video musicale
Il video musicale è stato pubblicato il 21 settembre 2018 sul canale Vevo-YouTube del cantante.

## Classifiche

### Classifiche settimanali
| Classifica (2019) | Posizione massima |
| ----------------- | ----------------- |
| Irlanda           | 9                 |
| Regno Unito       | 9                 |

### Classifiche di fine anno
| Classifica (2019) | Posizione |
| ----------------- | --------- |
| Irlanda           | 22        |
| Regno Unito       | 27        |